# 東博耶鎮區 (愛荷華州克勞福德縣)
東博耶鎮區（英語：East Boyer Township）是位於美國愛荷華州克勞福德縣的一個行政鎮區。

## 地方資料
根據2010年美國人口普查的數據，東博耶鎮區的面積為90.74平方千米，當中陸地面積為90.56平方千米，而水域面積為0.18平方千米。當地共有人口424人，而人口密度為每平方千米4.67人。